# Гоголевская улица (Тула)
Го́голевская улица — улица в Центральном районе Тулы.

## История
В древности Гоголевская улица делилась на две части. От начала до Киевской (просп. Ленина) она называлась Путухановской, позже — Пешехонской, а от Киевской до конца — Дворянской, потом Большой Дворянской и Верхне-Дворянской. В 1902 году в пятидесятую годовщину смерти Николая Гоголя её переименовали в Гоголевскую.
Тихая Верхне-Дворянская улица (теперь Гоголевская), одноэтажные особнячки и вокруг них сады. Улица почти на краю города, через два квартала уже поле. Туда гоняют пастись обывательских коров, по вечерам они возвращаются в облаке пыли, распространяя вокруг себя запах молока, останавливаются каждая у своих ворот и мычат протяжно. Внизу, в котловине — город. Вечером он весь в лиловой мгле, и только сверкают под заходящим солнцем кресты колоколен. Там дома друг на друге, пыль, вонь сточных канав, болотные испарения и вечная малярия. У нас наверху — почти полевой воздух, море садов и весною в них — сирень, гулкие раскаты соловьиных трелей и щелканий. — В. В. Вересаев.
Сегодня большинству сохранившихся деревянных строений на улице угрожает снос.

## Примечательные здания и учреждения
- Дом № 17 (угол Гоголевской и Глеба Успенского) — В этом доме у своей сестры М. В. Лишкиной останавливался Н. В. Успенский, двоюродный брат Г. И. Успенского.
- Дом № 33-а (угол Гоголевской и Пирогова) — Трёхэтажный дом из красного кирпича, принадлежавший купцу А.А. Волкову, торговавшему мясом и бакалеей. В этом доме жил писатель и художник С. Дмитриев со своей семьёй. В 1905 году в этом доме родился поэт Юрий Щёлоков. В 1914 году в доме размещался трактир Перчикова, который назывался «Добро пожаловать».
- Дом №42/60 (угол Гоголевской и Жуковского) — Двухэтажный дом бывшего присяжного поверенного Тульского суда Рогожина, который в своё время вёл дела Л. Н. Толстого, бывавшего в этом дома.
- Дом № 43 — Особняк Дельвига. Двухэтажный деревянный дом, в котором жил племянник А. А. Дельвига, А. А. Дельвиг (1840—1928) — экономист, автор многих научных статей.
- Дом № 49 — В этом доме с 1932 года по 1938 год жил художник В. Ф. Гильберт (1874-1938).
- Дом № 54 — Особняк Сухинина. Деревянный дом на каменном цоколе, который принадлежал доктору Л. Г. Сухинину, отец которого вместе с Л. Н. Толстым воевал в Севастополе. Сам же Л. Г. Сухинин неоднократно лечил семейство Толстых.
- Дом № 55 — Особняк Чехова. В этом доме жил двоюродный брат А.П. Чехова В. М. Чехов, который работал зубным врачом в поликлинике (дом № 53 по той же улице). Зимой 1928 года у него гостила жена А. П. Чехова О. Л. Книппер-Чехова — известная актриса.
- Дом № 64 (угол Гоголевской и Ф. Энгельса) — Двухэтажный деревянный дом, принадлежавший жене врача И. С. Баташёва, основавшего первый бесплатный противотуберкулёзный санаторий в Иншинке для рабочих самоварной фабрики своего брата. Особняк был расселен и снесён в 2016 году[4]
- Дом № 68 — Особняк Клевезалей. Деревянный дом на каменном цоколе, с мезонином (или бельэтажем-теремом), где проживал герой турецких воин генерал В. Н. Клевезаль и который принадлежал его семье.
- Дом № 80 (угол Гоголевской и Бундурина) — В этом доме провёл детские годы учёный, заслуженный деятель науки и техники Н. И. Мерцалов, друг В. В. Вересаева по гимназии.
- Дом № 82 — Особняк Смидовичей. Дом принадлежал отцу писателя В. В. Вересаева, детскому врачу В. И. Смидовичу (1835—1894). Его жена Е. П. Смидович в 1873 году открыла в этом доме первый в городе детский сад, а позже элементарную школу. В настоящее время в особняке находится Дом-музей В. В. Вересаева.
- Дом № 86-а — В этом доме с 1943 года по 1965 год жил В. И. Волков, конструктор артиллерийских систем, лауреат Государственной премии.

## Пересекает следующие улицы
- Улица Тимирязева
- Улица Глеба Успенского
- Улица Пирогова
- Улица Жуковского
- Тургеневская улица
- Проспект Ленина
- Улица Ф. Энгельса
- Улица Свободы
- Улица Бундурина
- Улица Софьи Перовской
- Улица Халтурина